# 1943-as magyar vívóbajnokság
Az 1943-as magyar vívóbajnokság a harminckilencedik magyar bajnokság volt. A férfi tőrbajnokságot február 21-én rendezték meg Budapesten, a HTVK Váci utcai vívótermében, a párbajtőrbajnokságot május 16-án Budapesten, a Műegyetemen, a kardbajnokságot április 4-én Budapesten, a Nemzeti Sportcsarnokban, a női tőrbajnokságot pedig április 18-án Budapesten, a Műegyetemen.

## Eredmények
| Versenyszám          | Arany                                    | Arany | Ezüst                           | Ezüst | Bronz                         | Bronz |
| -------------------- | ---------------------------------------- | ----- | ------------------------------- | ----- | ----------------------------- | ----- |
| Férfi tőrvívás       | Hátszeghy József Honvéd Tiszti VK        |       | Nikolics Miklós BBTE            |       | Bedő Zsolt Honvéd Tiszti VK   |       |
| Férfi párbajtőrvívás | dr. Gözsy Sándor Honvéd Tiszti VK        |       | Rerrich Béla BEAC               |       | Balázs Lajos Honvéd Tiszti VK |       |
| Férfi kardvívás      | Berczelly Tibor Honvéd Tiszti VK         |       | Gerevich Aladár MAC             |       | Kovács Pál Honvéd Tiszti VK   |       |
| Női tőrvívás         | Gerevichné Bogáthy Erna Honvéd Tiszti VK |       | Hámory Tiborné Honvéd Tiszti VK |       | Sigmond Emma Honvéd Tiszti VK |       |